# Villiers-en-Lieu
 Villiers-en-Lieu  es una población y comuna francesa, en la región de Champaña-Ardenas, departamento de Alto Marne, en el distrito de Saint-Dizier y cantón de Saint-Dizier-Ouest.

## Demografía
| 925 | 1017 | 1322 | 1783 | 1648 | 1481 |
| Para los censos de 1962 a 1999 la población legal corresponde a la población sin duplicidades (Fuente: INSEE [Consultar]) |      |      |      |      |      |